# アフマド・マンスール・ザハビー

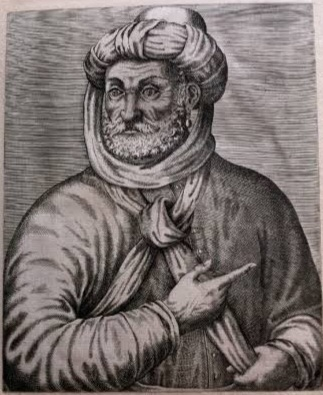
アフマド・マンスール・ザハビー（1549年 – 1603年）

アフマド・マンスール・ザハビー（ʿaḥmad al-manṣūr al-ḏahabī、1549年 – 1603年8月25日）は、サアド朝モロッコのスルターンの一人。幼少期、父王の暗殺により亡命を余儀なくされ、17年間をオスマン帝国の庇護の下に暮らした（#生い立ち）。1578年にスルターン位を兄から継承してから1603年に亡くなるまで、その地位にあった。サアド朝はマグリブの一地方政権であったが、アフマド・マンスール・ザハビーの政治・軍事的行動は16世紀のヨーロッパ及びアフリカに広く影響を及ぼした。スペインに対抗するための同盟を求めてイングランドに大使を派遣した。黄金を求めて西スーダーンに軍事遠征をおこない、ソンガイ帝国を滅ぼした。

## 生い立ち
父親はサアド朝モロッコの初代スルターン・ムハンマドッシャイフ、生母はララ・マスウーダである。アフマドは5番目の息子であった。兄弟としてはほかに、アブドゥッラーとアブドゥルマリクがいる。
1557年に父が暗殺された。兄アブドゥッラーとの権力闘争を回避するため、アフマドとアブドゥルマリクはオスマン帝国領内に亡命した。帝国の首都イスタンブルとオスマン帝国領アルジェの間を行ったり来たりしながら17年間を過ごし、1576年になってようやくモロッコに戻った。この間にアフマドとアブドゥルマリクはオスマン朝の文化に触れ、高い教育を受けることができた。アフマド・マンスールは、「神学（カラーム）、法学（フィクフ）、詩作、文法学、古典語彙学、注釈学（タフスィール）、幾何学、代数学、天文学を含む、イスラーム文化圏の宗教的世俗的な諸学の幅広い教育を受けた」。
アフマドッシャイフを継いでスルターンに登位したアブドゥッラー・ガーリブが、1574年に亡くなった。その息子ムハンマド・ムタワッキルがスルターンを称したが、アフマドの兄アブドゥルマリクがオスマン帝国のセリム2世の後ろ盾を得てスルターン位を請求した。ムハンマド・ムタワッキルはポルトガルに亡命した。1578年、アヴィス朝の王セバスティアン1世はモロッコへ遠征し、タンジェから南へ100kmの場所、アルカサルルキャビールでポルトガル軍とモロッコ軍が対峙した。このアルカセル・キビールの戦いで、アフマドの兄アブドゥルマリク、甥ムハンマド・ムタワッキル、セバスティアン1世が戦死した。生き残ったアフマドは「マンスール・ビッラー」（神により勝利する者）と称してサアド朝のスルターン位を継承した。また、ポルトガル軍捕虜の引き渡しの際に莫大な身代金を得ることに成功し、「ザハビー」（黄金の人）とも呼ばれるようになった。

## 治世 (1578–1603)

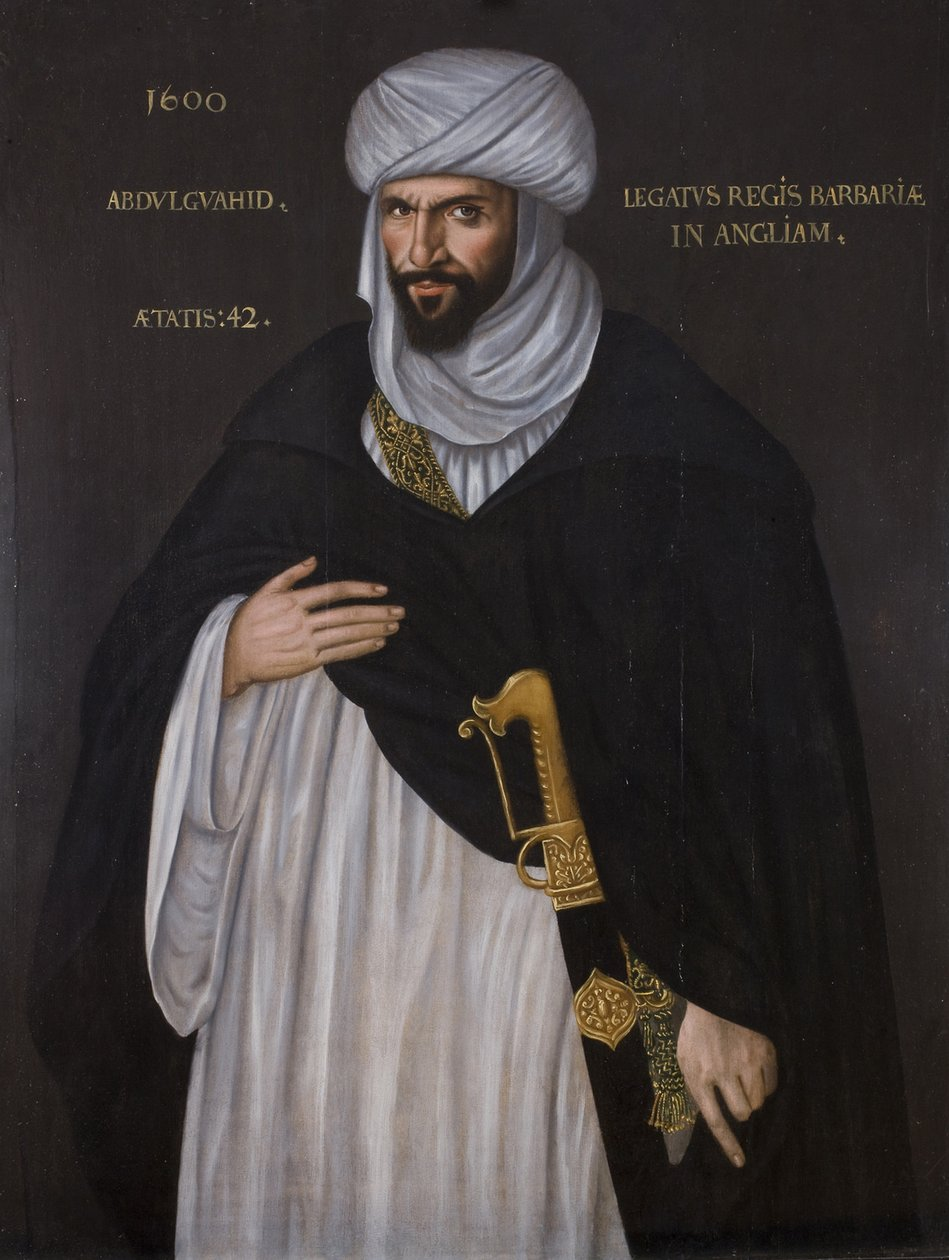
絵の人物、アブドゥルワーヒド・ブン・マスウードは、スペインに対抗する同盟を組む交渉をするため、アフマド・マンスールの名代として1600年にイングランドのエリザベス1世女王のもとに遣わされた。

1578年から始まるアフマド・マンスール・ザハビーの治世は、このように威信と富を最初から手にした好条件の中で出発した。アフマドの最初の事業は、潤沢な資金を使った新宮殿の造営だった。マラケシュに建てられた新宮殿は「驚異の城」を意味する「カスラ＝ル＝バディーゥ」（バディー宮殿）と名づけられた。バディー宮殿には多くの文人が集まり、活発に文学、学術的交流を行った。そのような文人としては、アフマド・マッカリー・トリムサーニー、アブドゥルアズィーズ・フィシュターリー、イブン・カーディー・ミクニスィー、マスフィウィーがいる。彼はまた、宮廷にフランス人の医者を迎え入れた。アルヌ・ド・リルは、1588年から1598年までスルターンの主治医を務めた。ド・リルの後継として入ったオルレアン生まれのエチエンヌ・ユベールは1600年まで主治医を務めた。
アフマド・マンスール・ザハビーの外交政策の基調はスペイン及びポルトガルへの対抗であった。ある手紙には、アンダルス（イスラーム文化圏から見たイベリア半島の呼び名）に攻め入って、同地をキリスト教国スペインからムスリムの手に奪い返すと書いている。また、そのためにキリスト教国と手を結ぶこともいとわず、イギリスとフランスに友好的であった。アフマドは、1600年に腹心のアブドゥルワーヒド・ブン・マスウード・ブン・ムハンマド・アンヌーリーをイングランドのエリザベス1世女王の宮廷に派遣し、スペインへの対抗を目的とする同盟交渉に及んだ。前出のフランス人医師たちは、いずれも母国に帰るとコレージュ・ド・フランスでアラビア語を教え、また、サアド朝モロッコとの外交に携わった。
アフマド・マンスール・ザハビーその人は、「イスラーム諸学に通じ、書を読むこと、書くこと、自然科学を愛好者であった。神秘主義思想家の書いたものを鑑定することができ、学術的な議論を好んだ」とされる。アフマドが書いた1601年5月1日付の手紙では、新世界にモロッコ人の植民地を作る野望について書いている。また、彼によれば、新大陸ではイスラームが広く信仰されるようになり、大洋を挟んだ両岸からマフディーが現れるはずであった。

## ソンガイ帝国への遠征

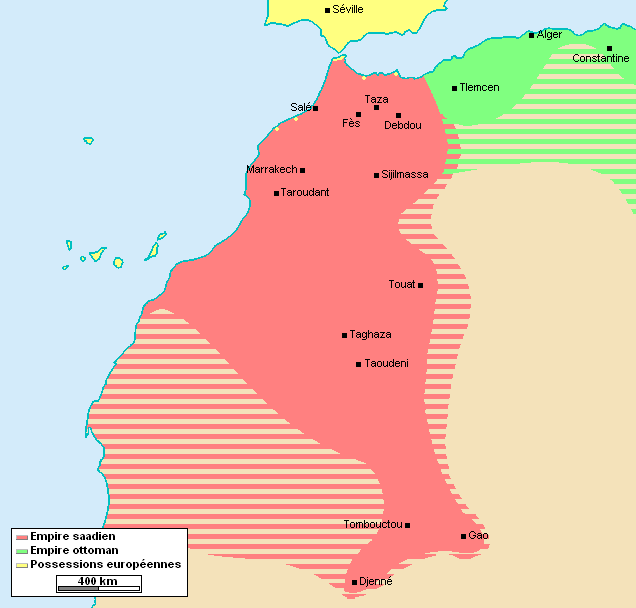
ソンガイ帝国への侵攻後のサアド朝モロッコの支配領域（16世紀末から17世紀初頭ごろ）

マンスールが治世の初期に手にしていた豊富な資金は、宮殿及び街区の整備のほか、軍事費、多岐にわたる諜報活動、王家の華美な暮らし、スルターンへの同調者を増やすための宣伝活動に莫大な出費がなされ、最終的に尽きてしまった。対ヨーロッパ赤字を解消するため、マンスールは金の獲得を目的としたソンガイ帝国とのトランス＝サハラ貿易にのめり込まざるを得なかった。
当時、サハラを越えたサヘル地帯にはソンガイとボルヌという二つの国家が栄えていた。アスキア朝ガオ帝国（ソンガイ帝国）は、ニジェール川大湾曲部の東部の交易都市がガオを首都として、15世紀はじめから16世紀末にかけて膨張した王国の一つである。ボルヌ帝国はチャド湖周辺に広がる王国である。二国とも、金、塩、コーラの実、綿織物などを商品とする交易網を支配する王国であった。ボルヌはソンガイに対抗する政治的意図に基づいてマンスールに臣従し、モロッコによる西スーダーン（サヘル地帯の西側。チャド湖周辺は中央スーダーン）の併合を要請した。
1590年10月16日、アフマド・マンスールはソンガイ帝国内で生じた内紛に乗じて4,000人の兵を送ってサハラ砂漠を越えさせた。モロッコ兵を率いたのはスペインからの転向者、ジュウザル・バーシャー（ジュデル・パシャ）である。ソンガイ王アスキア・イスハーク2世は40,000人の兵でこれを迎え撃った。しかし、ソンガイ兵は銃や大砲で武装したモロッコ兵の火器の威力の前に敗れた（トンディビの戦い）。モロッコ兵は進軍してトンブクトゥやジェンネを包囲制圧した。さらにソンガイ帝国の首都であるガオまでをも陥れた。しかし、サハラ砂漠を越えて領土を維持するのは補給の面で難しく、サアド朝による西スーダーン支配は、遅くとも1620年には終わった。ソンガイ帝国は侵攻によりもたらされた損害により崩壊した。

## 治世の評価

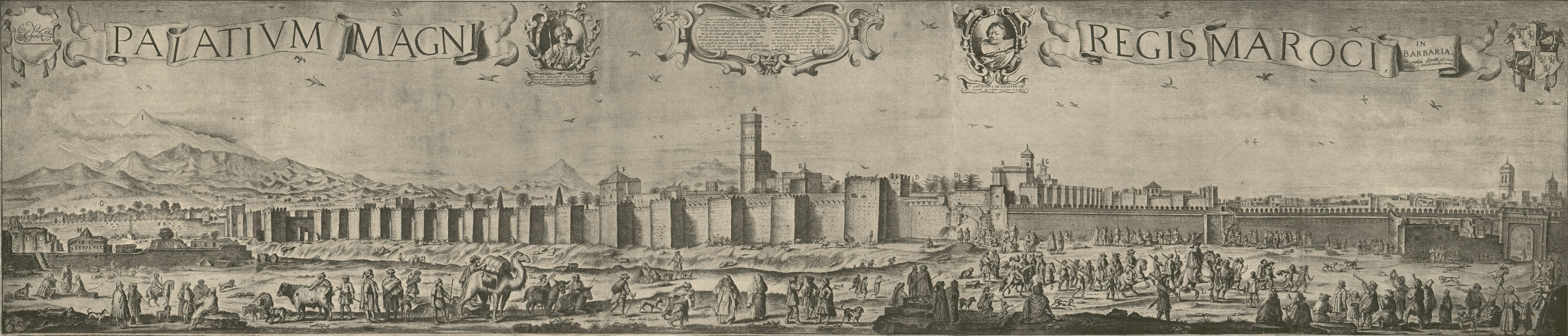
バディー宮殿とマラケシュの街並み。アドリアーン・マータム画、1640年。

アフマド・マンスールは1603年に疫病で亡くなり、後継を二人の息子が争った。兄のザイダーン・ナースィル・ブン・アフマドはマラケシュを本拠地とし、弟のアブー・ファーリス・アブドゥッラーはファースを本拠地としたが、弟の権力基盤は弱く、権力を及ぼすことのできる範囲は地元周辺に限定された。アフマド・マンスールはマラケシュにあるサアド王家の墓地に埋葬された。
アフマド・マンスールの外交は、オスマン帝国のスルターンが付け入る隙を与えず、モロッコの独立を保った。国同士の力関係を利用するのに巧みで、オスマン人とヨーロッパ人を互いに競わせた。しかしながら、加齢に伴う過ちを繰り返し、収入以上に金を使った。問題を解決するために他国を侵略して収入を増やそうとしたが、これは過去に多くの為政者も陥った過ちである。ソンガイ帝国への侵攻は最初のうちこそ成功したが、時が経つにつれ征服地の民を制御しきれなくなり、サアド朝の国力は衰え、威信は失墜した。